# 褐斑三线舌鳎
褐斑三线舌鳎（学名：Cynoglossus trigrammus）为舌鳎科舌鳎属的鱼类，俗名三线龙舌鱼、三线鳎等，是中国的特有物种。分布于两广到台湾、福建及浙江等海区等，属于太平洋浅海暖温带到亚热带底层鱼。该物种的模式产地在中国。